# Eriococcus artiguesi
Eriococcus artiguesi är en insektsart som beskrevs av Goux 1991. Eriococcus artiguesi ingår i släktet Eriococcus och familjen filtsköldlöss.
Artens utbredningsområde är Frankrike. Inga underarter finns listade i Catalogue of Life.